# Distrikt Quicacha
Der Distrikt Quicacha liegt in der Provinz Caravelí in der Region Arequipa im Südwesten von Peru. Der Distrikt wurde am 25. Juni 1825 gegründet. Er besitzt eine Fläche von 1036 km². Beim Zensus 2017 wurden 1969 Einwohner gezählt. Im Jahr 1993 lag die Einwohnerzahl bei 1664, im Jahr 2007 bei 1885. Sitz der Distriktverwaltung ist die 1820 m hoch gelegene Ortschaft Quicacha mit 300 Einwohnern (Stand 2017). Quicacha liegt am Río Quicacha, Oberlauf des Río Chaparra, knapp 50 km westnordwestlich der Provinzhauptstadt Caravelí.

## Geographische Lage
Der Distrikt Quicacha liegt im östlichen Norden der Provinz Caravelí. Der Distrikt erstreckt sich über die südlichen Ausläufer der Cordillera Volcánica. Das Areal wird über den Río Chaparra nach Süden hin entwässert. Das Gebiet besteht überwiegend aus Wüste.
Der Distrikt Quicacha grenzt im Südwesten an den Distrikt Chaparra, im Westen an den Distrikt Huanuhuanu, im Norden an die Distrikte Pullo und Puyusca (beide in der Provinz Parinacochas), im Osten an den Distrikt Cahuacho sowie im Süden an den Distrikt Atico.